# Hyderabad Open 2003
L'Hyderabad Open 2003 è stato un torneo di tennis giocato sul cemento. È stata la 1ª edizione dell'Hyderabad Open, che fa parte della categoria Tier IV nell'ambito del WTA Tour 2003. Si è giocato nella città indiana di Hyderabad dal 3 al 9 febbraio.

## Campionesse

### Singolare
Tamarine Tanasugarn ha battuto in finale  Iroda Tulyaganova con il punteggio di 6–4, 6–4

### Doppio
Elena Lichovceva /  Iroda Tulyaganova hanno battuto in finale  Evgenija Kulikovskaja /  Tat'jana Puček con il punteggio di 6–4, 6–4